# Толмачевка (Рязанская область)
Толмачевка — деревня Бычковского сельского поселения Михайловского района Рязанской области России.

## География
Расположена около реки Проня.

## Население
| 2010 |
| ---- |
| 3    |